# Bandeira de Samara
A Bandeira de Samara é um dos símbolos oficiais do Oblast de Samara, uma subdivisão da Federação Russa.  Foi aprovada pelo parlamento de Samara (Duma) em 13 de outubro de 1998, pela Lei de Emblemas da Província de Samara.

## Descrição
Seu desenho consiste em um retângulo com proporção largura-comprimento de 2:3 dividido em três listras horizontais de mesma largura: uma superior vermelha, uma intermediária branca e uma inferior azul. No meio da bandeira está o brasão de armas do Oblast com uma altura igual a dois terços da largura total da bandeira.

## História
A história da bandeira Samara está associada à luta dos povos eslavos contra o jugo otomano. Durante o Verão de 1875 uma rebelião contra o Império Otomano eclodiu na Bósnia e Herzegovina, em abril do ano seguinte rebelaram a Bulgária, e nos dois meses seguintes a Sérvia e Montenegro que lançaram uma guerra com a Turquia. Milhares de voluntários russos foram para os Balcãs para pegar em armas para ajudar os eslavos a conquistar a independência.
Nesta ocasião, a Câmara Municipal da cidade de Samara decidiu criar uma bandeira para a luta contra os turcos. A participação ativa neste caso, a Duma aprovou uma vogal Pedro Alabin e sua esposa, Barbara Alexander. Em 18 de maio foi entregue um banner perto da cidade de Ploiesti, na atual Romênia, à 3ª milícia búlgara. Em 22 de setembro de 1981 uma réplica bandeira foi interposto em Kuibyshev. A mesma está atualmente guardada no Museu Histórico Militar do distrito militar Samara Krasnoznamennogo Volga-Urais.
Ao elaborar o projeto de lei "Em estado símbolos da região Samara" mais disputas entre os membros do grupo de trabalho liderado discussões sobre o futuro da área, porque o pavilhão de precedentes na região não era. O grupo de cientistas, historiadores e kraevedov considerada a única possível utilização como um protótipo para a criação da bandeira Samara região de Samara tricromáticas.

## Simbolismo
As cores da bandeira seguem o padrão da maioria dos países do leste europeu e algumas bandeiras de outras subdivisões da Rússia assim como a própria Bandeira da Rússia, ou seja, usam as cores Pan-Eslavas que são o vermelho, o branco e o azul.
Na Rússia ancestral o branco representa a generosidade e franqueza, o azul a lealdade, honestidade, mérito, de modo limpo, o vermelho lembrou da coragem, 
coragem, a generosidade, amor.
As cores da bandeira o repetem a localização de flores Camarskogo banner, relíquias históricas Samara, Rússia e Bulgária.